# 史蒂芬·史賓尼拉
史蒂芬·史賓尼拉（英語：Stephen Spinella，1956年10月11日—）是一名美國男演員。他較著名的是憑在舞台劇《天使在美国》（1993年至1994年）中的演出而贏得東尼獎最佳話劇男配角及最佳話劇男主角，之後又以《詹姆斯·喬伊斯之死者》（2000年）入圍最佳音樂劇男配角。
在影視圈，史賓尼拉出演過的著名作品如電影《時空悍將》（1995年）、《餓魔軍官》（1999年）、《超能輪胎殺人事件》（2008年）和《自由大道》（2010年）。

## 早期生活
史蒂芬·史賓尼拉出生於義大利那不勒斯，父親是美國海軍飛機維修員。他主要在亞利桑那州格蘭岱爾長大。史賓尼拉畢業於亞利桑那大學戲劇系並取得文学士學位，後於1982年從纽约大学的蒂施藝術學院畢業。

## 個人生活
史賓尼拉是名已出櫃的同性戀。

## 外部連結
- 史蒂芬·史賓尼拉在互联网电影资料库（IMDb）上的資料（英文）